# 사하라 국제 영화제

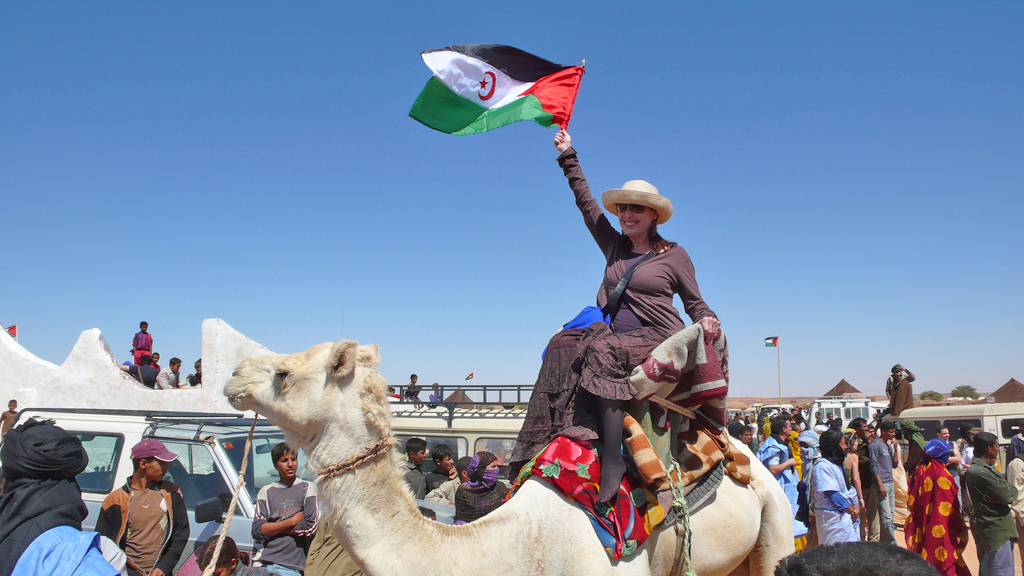
2007년 축제에 참여한 스페인 배우 베로니카 포르케.

사하라 국제 영화제는 피사하라로도 알려져 있으며, 알제리 서남쪽 서사하라 국경 근처에 있는 사하라 난민 캠프에서 매년 열리는 행사이다. 이 영화제는 난민 수용소에서 개최되는 세계 유일의 영화제이다. 첫 번째 영화제는 주로 페루의 영화 감독 하비에르 코르쿠에라가 조직했다.
첫 3년 동안 피사하라는 스마라, 아우세르드의 윌라야, 엘아이운의 윌라야에서 번갈아 개최되었다. 2007년부터는 다클라의 윌라야에서 개최되고 있다. 이 행사는 폴리사리오 전선의 지원을 받지만, 서사하라의 옛 식민지였던 스페인의 기부자들에 의해 주로 조직되고 자금 지원을 받는다. 이 영화제는 페넬로페 크루스, 하비에르 바르뎀, 페드로 알모도바르를 포함한 스페인 영화계 유명인사들의 지지를 얻었다. 페르민 무구루자, 마누 차오, 마카코, 이반 페레이로, 엘 초진 및 토마시토와 같은 음악가들이 영화제 기간 동안 콘서트를 열었다.
피사하라는 알제리 사막에 거주하는 수천 명의 사하라위인들에게 영화를 오락 및 문화 형태로 제공하기 위한 이니셔티브로 홍보된다. 또한 난민들에게 문화 오락 및 교육 기회를 제공하는 것을 목표로 한다.
2010년, 피사하라와 산세바스티안 인권 영화제 사이에 자매결연 협정이 체결되었다.

## 하얀 낙타 수상작
하얀 낙타(아랍어: الجمل الأبيض)는 영화제 최고상으로, 관객 투표를 통해 최고의 영화에 수여된다. 이 상은 흰색 암 낙타로 구성되며, 전통적으로 영화제 기간 동안 수상 영화의 배우나 감독을 호스팅한 난민 가족에게 기증된다. 수상자들은 흰 낙타와 사막의 장미를 묘사한 트로피를 받는다.
| 연도 | 날짜               | 영화                                   | 국적                           | 감독                       |
| ---- | ------------------ | -------------------------------------- | ------------------------------ | -------------------------- |
| 2003 | 11월 20–23일       | 더 리빙 포레스트                       | 스페인                         | 앙헬 데 라 크루즈          |
| 2003 | 11월 20–23일       | 더 리빙 포레스트                       | 스페인                         | 마놀로 고메스              |
| 2004 | 12월 (개최 안 됨)  | N/A                                    | N/A                            | N/A                        |
| 2005 | 3월 3–6일          | 마담 브루에트                          | 세네갈 프랑스 캐나다           | 무사 세네 압사             |
| 2006 | 4월 5–9일          | 낙타의 눈물                            | 몽골 독일                      | 비암바수렌 다바아          |
| 2006 | 4월 5–9일          | 낙타의 눈물                            | 몽골 독일                      | 루이지 파를로니            |
| 2007 | 4월 10–15일        | 아주르와 아스마르                      | 프랑스 벨기에 스페인 이탈리아  | 미셸 오슬로                |
| 2008 | 4월 17–20일        | 자유로운 세계                          | 영국                           | 켄 로치                    |
| 2009 | 5월 5–10일         | 체: 2부                                | 미국 스페인 프랑스             | 스티븐 소더버그            |
| 2010 | 4월 26일-5월 2일   | 문제                                   | 스페인                         | 조르디 페레르              |
| 2010 | 4월 26일-5월 2일   | 문제                                   | 스페인                         | 파블로 비달                |
| 2011 | 5월 2–8일          | 엔트레로보스                           | 스페인 독일                    | 헤라르도 올리바레스        |
| 2012 | 5월 1–6일          | 구름의 아들: 마지막 식민지             | 스페인                         | 알바로 롱고리아            |
| 2013 | 10월 8–13일        | 마이부예 I                             | 남아프리카 공화국              | 밀리 모블                  |
| 2014 | 4월 29일–5월 4일   | 레그나: 사하라위 시가 말한다           | 사하라 아랍 민주 공화국 스페인 | 후안 로블스                |
| 2014 | 4월 29일–5월 4일   | 레그나: 사하라위 시가 말한다           | 사하라 아랍 민주 공화국 스페인 | 바히아 아와                |
| 2014 | 4월 29일–5월 4일   | 레그나: 사하라위 시가 말한다           | 사하라 아랍 민주 공화국 스페인 | 후안 카를로스 기메노       |
| 2015 | 4월 28일-5월 3일   | 그라니토: 독재자를 잡는 법             | 미국                           | 파멜라 예이츠              |
| 2016 | 10월 11–16일       | 라주아드                               | 사하라 아랍 민주 공화국        | 브라힘 체가프              |
| 2022 | 10월 11–16일       | 완이비크, 그들의 땅 앞에서 사는 사람들 | 알제리                         | 라베 슬리마니              |
| 2024 | 4월 29일 – 5월 5일 | 200 미터                               | 팔레스타인                     | 아민 나이페, 아마드 알바즈 |

## 초청국
일부 연도에는 영화제가 특정 국가를 초청국으로 선정했다. 이 경우 초청국의 영화가 상영되고, 영화제 내 다른 행사들과 함께 관련 행사가 진행된다.
| 연도 | 초청국            |
| ---- | ----------------- |
| 2006 | 쿠바              |
| 2009 | 알제리            |
| 2010 | 남아프리카 공화국 |
| 2011 | 베네수엘라        |
| 2012 | 멕시코            |
| 2013 | 미국              |
| 2014 | 남아프리카 공화국 |
| 2023 | 스페인            |